# Susan La Flesche Picotte
Susan La Flesche Picotte, född 1865, död 1915, var en amerikansk läkare och aktivist. Hon blev 1889 den första universitetsutbildade läkaren ur USA:s ursprungsbefolkning, och gjode sig också känd för sitt arbete för Omaha-folkets landrättigheter, och för att motverka alkoholismen bland dem.